# Casa Meca
|  | No s'ha de confondre amb Palau Meca. |

La Casa Meca és un edifici situat al Passeig del Born i el carrer de les Mosques de Barcelona, entre l'església de Santa Maria del Mar i el mercat del Born, catalogat com a bé cultural d'interès local.

## Història
El 1798, Francesc d'Areny, baró de Claret, va establir en emfiteusi al comerciant Antoni Nadal i Darrer unes cases grans al carrer de les Mosques i plaça (actualment passeig) del Born, que havien pertangut a Josep de Meca-Caçador i de Cartellà, marquès de Ciutadilla, i aquell mateix any, Nadal va demanar permís per a obrir-hi un portal i una finestra al primer pis, segons el projecte del mestre de cases Joan Fàbregas i Rabassa. El 1788, Nadal havia adquirit al també comerciant Antoni Pongem i Alabau una botiga o soterrani a la plaça del Born i a sota de les cases grans, i el 1795 una altra botiga a Lluís Llaró i Vinyes, Ignasi Rius, Eudald i Marianna Llorens i Vinyes. El 1800 va comprar dues botigues més a l'hostaler Pau Brugarolas, i finalment, el 1816, una cinquena al gerrer Vicenç Argemir i Fara.
L'immoble fou heretat pel seu fill Antoni Nadal i Vicent, que el 1838 va establir un conveni amb el seu veí, el semoler Genís Cerdà, per a regularitzar els límits de les respectives propietats. A la seva mort el 1846, va llegar-lo al seu renebot Lluís Sagnier i Nadal (1830-1913), fill de la seva neboda Rosa Nadal i Dodero i Lluís Sagnier i Vidal. D'aquest va passar al seu fill Joaquim Sagnier i Villavecchia, mort el 1939. El febrer del 1944, els seus fills, els germans Sagnier i Sanjuanena, el van vendre a Antoni i Joan Montals i Fontrodona, que el maig d'aquell mateix any van demanar permís per a enderrocar-lo i construir-hi un de nou amb dues escales i un pis, segons el projecte de l'arquitecte Joan Antoni de Ferrater. Tot i que, en un primer moment, l'Ajuntament va concedir el permís d'obres, el projecte es va anar ajornant, i a finals del 1946, aprofitant les noves ordenances, va ser modificat per a passar a un altre de sis pisos i àtic, també amb dues escales, amb una façana a l'estil de les de l'època, i equipaments com ara termosifó, servei de gas i excés de punts de llum o endolls.
El març del 1953, després de diversos retards que van fer que l'obra continués sense començar, l'arquitecte Joaquim de Ros i de Ramis, cap del Servei d'Edificis Artístics i Arqueològics, va fer un informe en què recomanava la rehabilitació de la façana sota el control del Servei. El 1957, durant l'eliminació de l'arrebossat, s'hi van trobar les restes d'uns finestrals gòtics, i això va motivar que aquell mateix any, l'arquitecte Joaquim Vilaseca i Rivera signés un nou projecte amb una façana amb elements característics dels segles xiv, xv i xviii, com ara la torre amb merlets i la galeria coberta (que no és tal, perquè s'obre directament a l'interior de l'edifici), tot i no haver-ne cap prova de l'existència prèvia. El projecte fou aprovat definitivament el 1961, però els treballs d'enderrocament, sota la direcció de l'arquitecte Albert Marqués i Gassol (Vilaseca morí el 1963), no van començar fins al 1964. L'any següent s'hi construïren 14 habitatges i 9 locals de lloguer, mentre que a la façana es van canviar tots els carreus (la qual cosa equivalia pràcticament a fer-la de nou), i es van col·locar fins a sis finestres coronelles, encastant-hi un escut de la família Meca que s'hi va trobar.

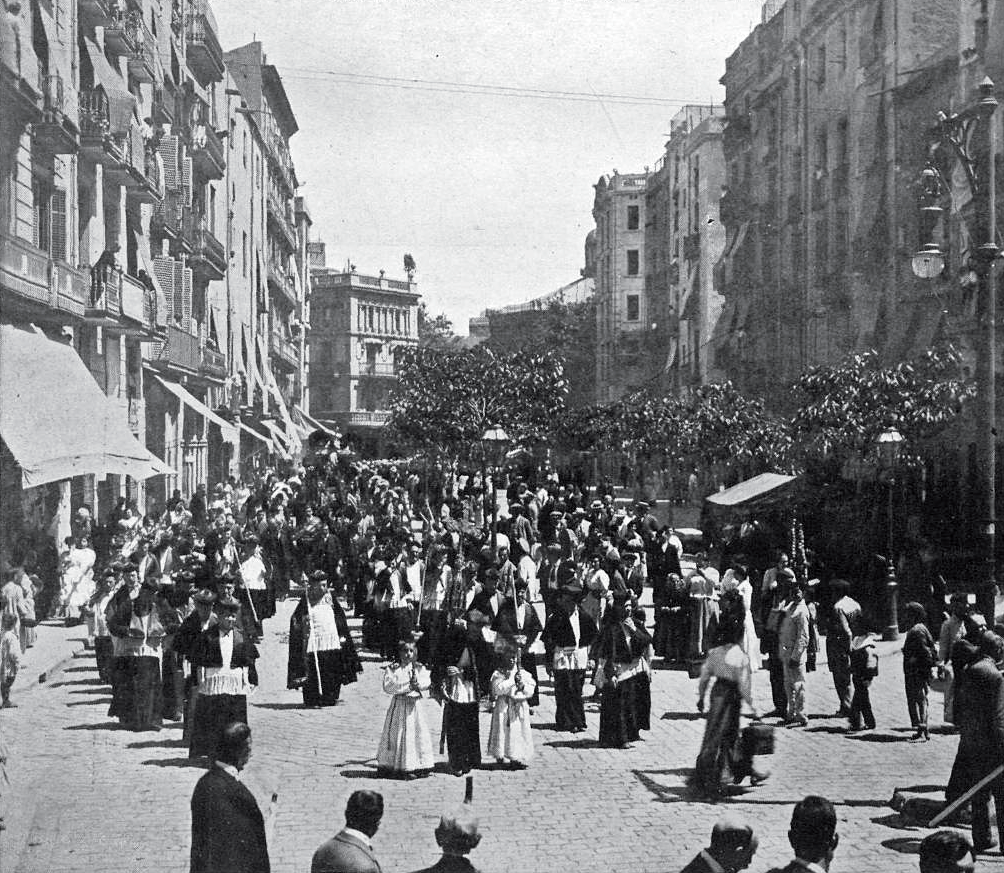
Enterrament de Pere Alier i Vidal al passeig del Born (1911). A l'esquerra, la Casa Meca

## Descripció
De grans dimensions, consta de planta baixa, quatre pisos i terrat i una torre en un costat amb un pis més. Al centre de la planta baixa s'obre un portal d'arc escarser motllurat i quatre portes, dues per banda, amb llinda de fusta sobre permòdols. Al primer pis hi ha un seguit d'obertures de diferents tipologies: hi ha dues portes allindanades que donen a balcons individuals, tres finestres allindanades i dues finestres coronelles triples amb arcs trilobulats. Entre el primer i el segon pis s'ha encastat en el mur un escut dels Meca de pedra.
Al segon pis hi ha quatre finestres coronelles triples amb arcs trilobulats i dues finestres allindanades, una d'elles amb la llinda decorada amb un arc conopial motllurat. Al tercer pis s'obren un seguit de finestres allindanades seguint un ritme regular. El quart pis està gairebé tot ocupat per una galeria de solana amb columnes poligonals i capitell motllurat. A banda i banda hi ha una finestra allindanada. La façana es corona amb el voladís d'una petita teulada sobre la qual hi ha la barana de tancament del terrat. Al costat dret de la façana en comptes d'aquest coronament el mur continua per formar una petita torre; en aquest mur s'obre una finestra trilobulada i per sobre hi ha encastat el relleu d'una cara. La torre es corona amb uns merlets esglaonats i una barana entre ells. El parament és de carreus petits.